# Giuseppe Petrocchi
Giuseppe Petrocchi (Ascoli Piceno, 19 d'agost de 1948) és un arquebisbe i cardenal catòlic italià.

## Inicis
Va néixer a Venagrande, un llogaret del municipi d'Ascoli Piceno, el 19 d'agost de 1948. Va ingressar al seminari episcopal d'Ascoli Piceno el 4 d'octubre de 1965, i va completar els seus estudis d'ensenyament secundari allà. Al setembre de 1967, el bisbe Marcello Morgante el va enviar al Pontifici Seminari Major Romà. Va completar els seus estudis filosòfics i teològics a la Pontifícia Universitat del Laterà, on va obtenir un títol de batxiller en filosofia i una llicenciatura en teologia dogmàtica.
Més tard es llicencià en filosofia a la Universitat dels estudis de Macerata i en psicologia a la Universitat de Roma La Sapienza.

## Ministeri sacerdotal
El 15 de setembre de 1973 va ser ordenat sacerdot per la diòcesi d'Ascoli Piceno a l'església de San Pietro Martire.
- 1973 - 1975: treballà en el camp del ministeri juvenil diocesà;
- 1973 - 1978: professor de religió al Liceu Científic Estatal d'Ascoli Piceno
- 1975 - 1985: director del centre vocacional diocesà;
- 1975 - 1996: animador principal del moviment diocesà de l'Obra de Maria;
- 1978 - 1997: professor de filosofia, pedagogia i psicologia a la secció magistral del Liceu Científic Estatal d'Ascoli Piceno;
- 1981 - 1986: rector de Cerreto di Venarotta;
- 1986 - 15 de febrer de 1998: de Trisungo;
- 1991 - 1998: editor del butlletí diocesà.
- 15 de febrer de 1998 - 20 de setembre de 1998: rector de la parròquia dels sants Pere i Pau a Ascoli Piceno.

Durant diversos períodes va ser professor de l'escola diocesana de formació teològica per als laics. Va ser col·laborador del Consultori familiar amb inspiració cristiana i membre del consell pastoral diocesà. Per un període de tres anys, després de la nominació del bisbe, va ser membre del consell presbiterià diocesà.

## Bisbe de Latina-Terracina-Sezze-Priverno
El 18 de juny de 1998 va ser nomenat pel papa Joan Pau II, bisbe de Latina-Terracina-Sezze-Priverno. El 20 de setembre del mateix any, a l'església de Sant Francesc d'Ascoli Piceno, va rebre la consagració episcopal per la imposició de les mans del bisbe Silvano Montevecchi, amb els bisbes Domenico Pecile i Marcello Morgante com a coconsagradors.
Va fer el seu ingrés a la diòcesi el 18 d'octubre.
El 23 de març de 2005 es va celebrar el primer sínode diocesà pontí, que es va concloure el 26 de maig de 2012.
Establert i inaugurat, el 2 de juliol de 2010, el Museu Diocesà d'Art Sacre de Sezze; també va promoure la creació d'una nova cúria diocesana a Latina.

## Arquebisbe metropolità de l'Aquila
El 8 de juny de 2013 va ser nomenat arquebisbe metropolità de l'Aquila pel Papa Francesc.
El 29 de juny va rebre el pal·li de les mans del mateix Papa a la basílica de Sant Pere del Vaticà.
Va fer l'entrada a l'Aquila el 7 de juliol. Després retre homenatge a les víctimes del terratrèmol 2009 prop de la Casa dello Studente (lloc simbòlic de l'accident), i després de visitar la catedral de la ciutat, sent inservible, que va prendre possessió canònica de l'arxidiòcesi a la basílica de Santa Maria de Collemaggio.
El 20 de maig de 2018, a finals de Regina Cœli, el Papa Francesc va anunciar la seva creació com a cardenal en el consistori del 28 de juny.

## Escut d'armes

L'escut està dividit en quatre camps:
- al primer i quart hi ha tres bandes d'or que indiquen la Santíssima Trinitat;
- al segon hi ha el monograma del Crist daurat sobre fons gules, el color de la fe, de l'esperança i de la caritat;
- al tercer hi ha una estrella de vuit puntes, que indica a Maria, mare de l'Església